# لايت تاونسند كامينز
لايت تاونسند كامينز (بالإنجليزية: Light Townsend Cummins)‏ هو مؤرخ أمريكي، ولد في 23 أبريل 1946.